# Orlando de Morais
Orlando de Morais é um bairro que se localiza no extremo da região norte da cidade de Goiânia, próximo à GO-462, na saída para Nova Veneza.
O bairro foi formado no final da década de 2000. Um dos principais casos de segregação social de seu período, abrigou populações pobres removidas de bairros como Jardim Guanabara, Jardim Balneário Meia Ponte e Urias Magalhães que estavam em situação de risco para uma região demasiadamente distante dos grandes centros de Goiânia. No entanto, o loteamento do Orlando de Morais não seguiu os ritos da lei e a região foi ocupada sem qualquer infraestrutura, como asfalto, água e energia. Em 2011, o bairro já possuía 474 casas.
Segundo dados do Instituto Brasileiro de Geografia e Estatística (IBGE), divulgados pela prefeitura, no Censo 2010 a população do Orlando de Morais era de 32 pessoas.